# L'Ennemi d'Homer
L'Ennemi d'Homer (Homer's Enemy) est le 23e épisode de la saison 8 de la série télévisée d'animation Les Simpson. L'épisode est diffusé pour la première fois aux États-Unis le 4 mai 1997 sur la Fox. Dans cet épisode, un nouvel employé nommé Frank Grimes est embauché à la centrale nucléaire. Malgré les tentatives d'Homer pour se lier d'amitié avec lui, Grimes est irrité par la paresse et l'incompétence de ce dernier. Il décide de faire d'Homer son ennemi et tente d'exposer ses défauts par l'humiliation publique. Dans l'intrigue secondaire, Bart achète une usine délabrée pour un dollar.
Réalisé par Jim Reardon et écrit par John Swartzwelder sur une idée du producteur Bill Oakley, cet épisode explore les possibilités comiques d'un personnage réaliste avec une forte éthique de travail qui a comme collègue Homer Simpson. L'épisode met également en avant la scission entre la méritocratie et la médiocratie.
Grimes s'inspire en partie du personnage de Michael Douglas dans le film Chute libre. Hank Azaria prête sa voix à Frank Grimes et base certaines des manières du personnage sur l'acteur William H. Macy. En tant que vedette invitée, Frank Welker la voix du chien que Burns veut comme vice-président. Lors de sa première diffusion aux États-Unis, L'Ennemi d'Homer est arrivé cinquante-sixième audience de la semaine, avec une note de 7,7 sur l'échelle de Nielsen. L'épisode est considéré comme l'un des plus sombres de la série, et il divise les critiques. C'est un favori de plusieurs membres de l'équipe de production, Josh Weinstein et Matt Groening, mais c'est l'un des moins préférés de Mike Reiss.

## Synopsis
Un nouvel employé arrive à la centrale nucléaire, que Burns considère comme un autodidacte : Frank Grimes Sr.. Cet employé modèle et tatillon fait la connaissance d'Homer, et aussi de son « professionnalisme » : Homer mange ses donuts comme un cochon, ronge les crayons de Grimes (s'il ne s'en sert pas comme coton-tiges) et règle un problème de réacteur probablement grave en versant un seau d'eau sur l'ordinateur. Grimes (rapidement surnommé « Gremlin » par Homer) est abasourdi en apprenant qu'Homer travaille sans diplôme et est responsable de la sécurité (il déclara qu'au début, il ne savait pas ce que c'était une « centrale funéraire ») et que ses collègues Lenny et Carl sont complètement indifférents et inconscients de la situation. Par la suite, il sera injustement accusé de détérioration de matériel par Mr Burns pour avoir jeté contre un mur un récipient d'acide sulfurique qu'Homer allait boire et son salaire est diminué. Grimes déclare alors à Homer qu'il le déteste et en plus pour récupérer sa perte de salaire il est obligé de passer une nuit à la fonderie.
Moe Szyslak conseille alors à Homer de l'inviter à dîner afin d'aplanir leur relation. Mais Grimes, pour qui tout a été dur dans la vie (il a été pulvérisé par une explosion, il a dû apprendre la physique nucléaire tout seul…), y voit la goutte d'eau qui fait déborder le vase : Homer, avec de grandes facilités, sans réellement travailler, est marié, possède une grande maison, a deux voitures, une fille surdouée, de beaux habits, des homards à cuisiner, un fils propriétaire d'une usine (en fait une usine désaffectée qui vaut 1 dollar et qui s'effondrera), est allé dans l'espace, connaît des personnes célèbres, a reçu un Grammy Award… Alors que Grimes est célibataire, n'a aucune famille, vit dans un appartement entre deux salles de bowling, possède très peu de choses, et a également un travail de nuit pour subvenir à ses besoins...
Sur les conseils de Marge, Homer essaye alors de devenir plus professionnel mais Grimes n'est pas convaincu. D'autant plus que malgré une nouvelle tentative pour faire comprendre à Lenny et Carl qu'Homer est un véritable danger public, ceux-ci sont toujours indifférents. Il découpe l'affiche d'un concours pour enfants afin de piéger Homer et de prouver qu'il a l'âge mental d'un enfant en bas âge. Il la place dans le bureau d'Homer, qui relève le défi : construire la maquette de la centrale nucléaire du futur. On verra trois candidats : Ralph Wiggum qui a pris une maison de poupées, Martin Prince qui a conçu la centrale de demain (qui fonctionne réellement) et Homer avec la même centrale que la vraie, mais avec deux ailerons sur les cheminées « pour réduire la résistance au vent » et des bandes multicolores. Comme le plan de Grimes n'a aucun effet sur Homer et alors Mr Burns lui décerne le premier prix sous les applaudissements de ses collègues, Grimes devient fou en faisant le « Homer Simpson ». Singeant Homer, son manque de professionnalisme et ironisant sur son manque de manières et sur la complaisance environnante à son égard, il meurt en touchant sans gants des câbles à haute tension.
Lors de son enterrement, Homer, assoupi, dit pendant que le révérend Lovejoy parle : « Change de chaîne, Marge! » Et tout le monde rit alors que le cercueil de Frank Grimes descend lentement dans la fosse.

## Production
L'Ennemi d'Homer est écrit par John Swartzwelder, réalisé par Jim Reardon et produit par Bill Oakley et Josh Weinstein. L'un des objectifs d'Oakley et de Weinstein est de créer plusieurs épisodes dans chaque saison qui « repousseraient les limites conceptuellement ». L'idée de l'épisode est conçu par Bill Oakley, qui pense qu'Homer doit avoir un ennemi. Cette pensée évolue vers le concept d'un collègue du « monde réel » qui aimerait ou détesterait Homer. Les auteurs ont choisi ce dernier car ils pensent que cela aurait des résultats plus amusants.
L'Ennemi d'Homer explore les possibilités comiques d'un personnage réaliste avec une forte  valeur du travail placé aux côtés d'Homer dans un environnement de travail. Dans un essai pour le livre Leaving Springfield , Robert Sloane décrit l'épisode comme « une réflexion incisive sur l'univers des Simpson. Bien que Les Simpson soient connus pour leur autoréflexion, la série ne s'était jamais regardée (ou critiquée) aussi directement comme dans [L'Ennemi d'Homer]. »,. Dans l'épisode, Homer est dépeint comme un homme ordinaire et l'incarnation de l'esprit américain ; cependant, dans certaines scènes, ses caractéristiques négatives et sa bêtise sont mises en évidence,. À la fin de l'épisode, Grimes, un « véritable héros américain » travailleur et persévérant, est relégué au rôle d'antagoniste ; le spectateur est censé être heureux qu'Homer soit sorti victorieux. Dans une interview avec le site de fans des Simpson NoHomers.net, Josh Weinstein a déclaré :

« Nous voulions faire un épisode où la pensée était « Et si une vraie vie, une personne normale devait entrer dans l'univers d'Homer et s'occuper de lui ? » Je sais que cet épisode est controversé et divise, mais je l'adore. On a vraiment l'impression de ce qui se passerait si un vrai humain, un peu sans humour, devait faire face à Homer. Il y a eu des discussions [sur NoHomers.net] à propos de la fin - nous l'avons juste fait parce que [(1)] c'est vraiment drôle et choquant, (2) nous aimons la leçon « parfois, vous ne pouvez tout simplement pas gagner » - tout l'épisode de Frank Grimes est une étude sur la frustration et c'est pourquoi Homer a le dernier mot et (3) nous voulions montrer que dans la vraie vie, être Homer Simpson pouvait être vraiment dangereux et mettre sa vie en danger, comme Frank Grimes l'a tristement appris. »,

Les animateurs et les concepteurs de personnages ont beaucoup discuté de ce à quoi Frank Grimes devrait ressembler. Il est conçu à l'origine comme un « ex-marin costaud avec une coupe en brosse », mais sera inspiré de Michael Douglas dans le film Chute libre et le colocataire du réalisateur Jim Reardon. Hank Azaria s'occupe de la voix de Frank Grimes, même si un tel rôle aurait normalement été interprété par une vedette invitée. Parmi quelques autres, les producteurs ont envisagé de demander à Nicolas Cage de jouer Grimes mais ont décidé qu'Azaria était plus appropriée car le rôle impliquait beaucoup de frustration et nécessitait une connaissance approfondie de la série. Azaria a estimé que le rôle devrait plutôt revenir à William H. Macy. Selon Azaria, « J'ai basé le personnage sur William Macy. Je ne peux pas vraiment le copier vocalement, mais j'ai essayé de me rapprocher le plus possible et de copier ses rythmes et la façon dont il a cette sorte de passion bouillonnante sous cet extérieur totalement calme. ». Les producteurs ont beaucoup travaillé avec Azaria pour l'aider à perfectionner le rôle et lui ont donné plus de conseils qu'ils ne le feraient normalement. Azaria a estimé que c'était le rôle sur lequel il travaillait le plus, ajoutant « Je pense que c'est celui sur lequel on a fait le plus de prises, le plus émotionnel, c'était celui sur lequel j'ai travaillé le plus dur du point de vue de la performance, en préparation et en exécution. »,.
Josh Weinstein a exprimé ses regrets d'avoir tué Grimes après un seul épisode, le décrivant comme « un personnage tellement incroyable ». Dans une interview avec The Believer , le producteur George Meyer a déclaré : « Le péché capital de Grimes était d'avoir mis en lumière Springfield. Il a souligné tout ce qui était erroné et idiot dans ce monde. Et les gens qui font cela ont tendance à devenir martyrs. Il a dit des choses qui devaient être dites, mais une fois qu'elles ont été dites, nous devions détruire cette personne. Je l'admets, nous avons pris une certaine joie sadique dans sa chute. C'était une personne si juste, et cela a en quelque sorte fait sa mort plus satisfaisante. »,.
L'intrigue secondaire, où Bart achète une usine, est ajoutée afin qu'il y ait des scènes plus légères pour diviser l'intrigue principale. Selon Weinstein, « Nous voulions avoir une histoire pour enfants de Bart ou Lisa pour contraster la lourdeur et le réalisme de Frank Grimes. ».

## Réception
Lors de sa diffusion originale le 4 mai 1997, L'Ennemi d'Homer obtient la note de 7,7 sur l'échelle de Nielsen et termine 56e des audiences de la semaine[à vérifier]. Les Simpson est le sixième programme le mieux notée sur Fox la semaine de sa diffusion, derrière X-Files, une diffusion du film The Mask, Melrose Place, Les Rois du Texas et Beverly Hills 90210.
Selon Josh Weinstein, lorsque l'épisode est diffusé pour la première fois, de nombreux fans ont estimé qu'il était trop sombre, manquait d'humour et qu'Homer était décrit comme trop mal élevé. Weinstein considère cet épisode comme l'un des plus controversés des saisons qu'il a dirigées, car il implique un humour d'observation pointu qu'il pense que de nombreux fans « n'ont pas compris ». Weinstein parle également d'un « écart de génération » : il pense que l'épisode est initialement détesté par les téléspectateurs, mais est depuis devenu un favori parmi les fans qui ont grandi avec la série.
Warren Martyn et Adrian Wood, auteurs de I Can't Believe It's a Bigger and Better Updated Unofficial Simpsons Guide, ont décrit l'épisode comme « l'un des épisodes les plus sombres de la série [qui] se termine sur un moment déprimant mais qui est néanmoins aussi l'un des plus spirituels et des plus intelligents depuis des années. ». De même, le comédien Rick Mercer l'a qualifié de « super épisode et l'un des plus sombres jamais produits ».
De nombreux critiques ont classé L'Ennemi d'Homer comme l'un des meilleurs épisodes de la série, notamment John Orvted de Vanity Fair, Entertainment.ie, Screen Rant, The Guardian, et Time. IGN a classé Frank Grimes au 17e rang sur une liste des « 25 meilleurs personnages secondaires des Simpson », faisant de lui le personnage le moins fréquemment montré à apparaître dans cette liste.
L'épisode est apprécié par la critique mais commenté pour un commentaire méta sur la réalité, sur Grimes qui représente le spectateur et pour un côté sombre et cynique surtout dans son épilogue,.
Plusieurs membres de l'équipe de la série inclut l'épisode parmi leurs favoris. En 2000 dans un article d'Entertainment Weekly, Matt Groening le classe comme son sixième épisode préféré des Simpson. C'est aussi un favori de Josh Weinstein, qui cite la scène où Grimes visite la maison des Simpson comme l'une de ses scènes préférées, tandis que le créateur de The Office, Ricky Gervais, l'a appelé « l'épisode le plus complet ». Dans son autobiographie My Life as a 10-Year-Old Boy, Nancy Cartwright, la voix de Bart, fait l'éloge de la performance d'Azaria en tant que Grimes et l'utilise comme exemple de la façon dont « l'accent, la hauteur, le rythme, la portée et l'intention » peuvent permettre à un acteur d'exprimer de nombreux personnages. Elle écrit :

« Parfois [dans l'interprétation vocale], ce n'est même pas un grand changement par rapport à votre voix habituelle, mais l'attitude derrière qui fait toute la différence. […] Nous allions avoir une vedette invitée pour jouer Frank Grimes. […] Hank, à la séance de lecture, juste en train de remplir, a créé un personnage si bien conçu, magnifiquement psychotique, que personne n'a été utilisé pour le remplacer. »,

Cependant, l'ancien producteur exécutif des Simpson, Mike Reiss, a classé L'Ennemi d'Homer comme l'un de ses deux épisodes les moins préférés, déclarant: « Je pense juste que l'épisode était de mauvais goût. ». De même, Jon Bonné de MSNBC se sert de L'Enemmi d'Homer comme exemple d'un mauvais épisode de la huitième saison et explique que « même maintenant [en 2000], lorsque les épisodes suivants ont dégradé Homer de manière nouvelle et innovante, l'épisode Grimes s'avère pénible à regarder. », .
En août 2014 pour The Verge, Chris Plante a classé l'épisode comme l'un de ses préférés de la série, et Homer s'endormant et parlant dans son rêve aux funérailles de Grimes comme l'un des moments les plus drôles de la série, mais il a cité ce dernier comme le moment où la série jumped the shark , en raison de l'impact qu'il « a sur le personnage de la série [Homer], et à travers ce personnage, le monde. ».